# Giuseppe Sommaruga
Pour les articles homonymes, voir Sommaruga.
Giuseppe Sommaruga (né le 11 juillet 1867 à Milan et mort le 27 mai 1917  dans la même ville) est un architecte italien de la fin du XIXe siècle et du début du XXe siècle qui se rattache au mouvement de l'Art nouveau.

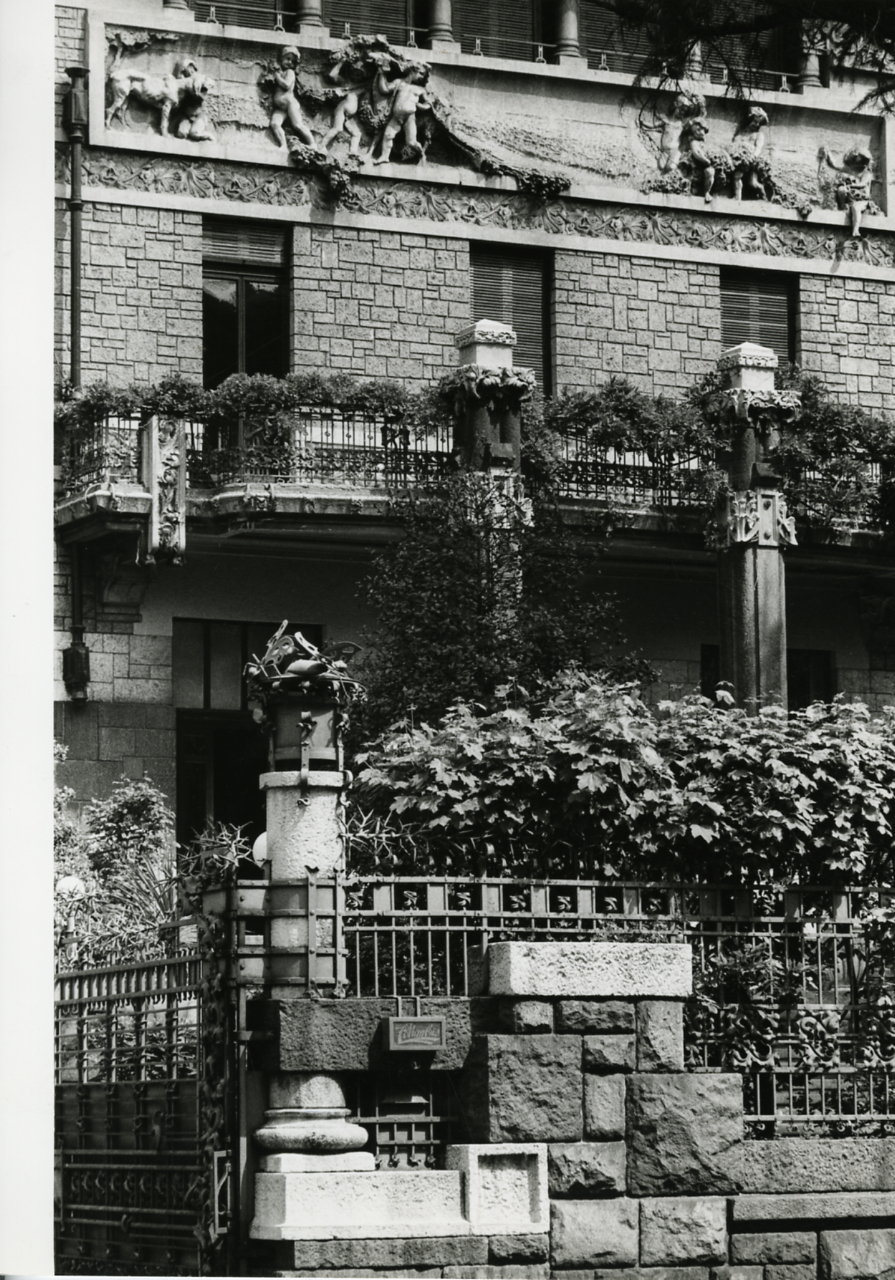
Villa Faccanoni in Milan (1911-1913). Photo par Paolo Monti.

## Biographie
Giuseppe Sommaruga est l'élève de Camillo Boito et de Luca Beltrami à l'Académie de Brera à Milan, mais il refuse l'enseignement néomédiévaliste de Boito et se tourne vers un Art nouveau très floréal. Son architecture a exercé une certaine influence sur l'architecte futuriste Antonio Sant'Elia.

## Œuvres
Giuseppe Sommaruga a notamment réalisé :
- le Palace Hôtel à Varèse (1908-1910)
- le Grand Hôtel Tre Croci à Campo dei Fiori près de Varèse (1909-1912)
- le Mausoleo Faccanoni à Sarnico (1907)
- la Palazzina Salmoiraghi à Milan
- le Palazzo Castiglioni à Milan (1901 - 1904), ainsi que

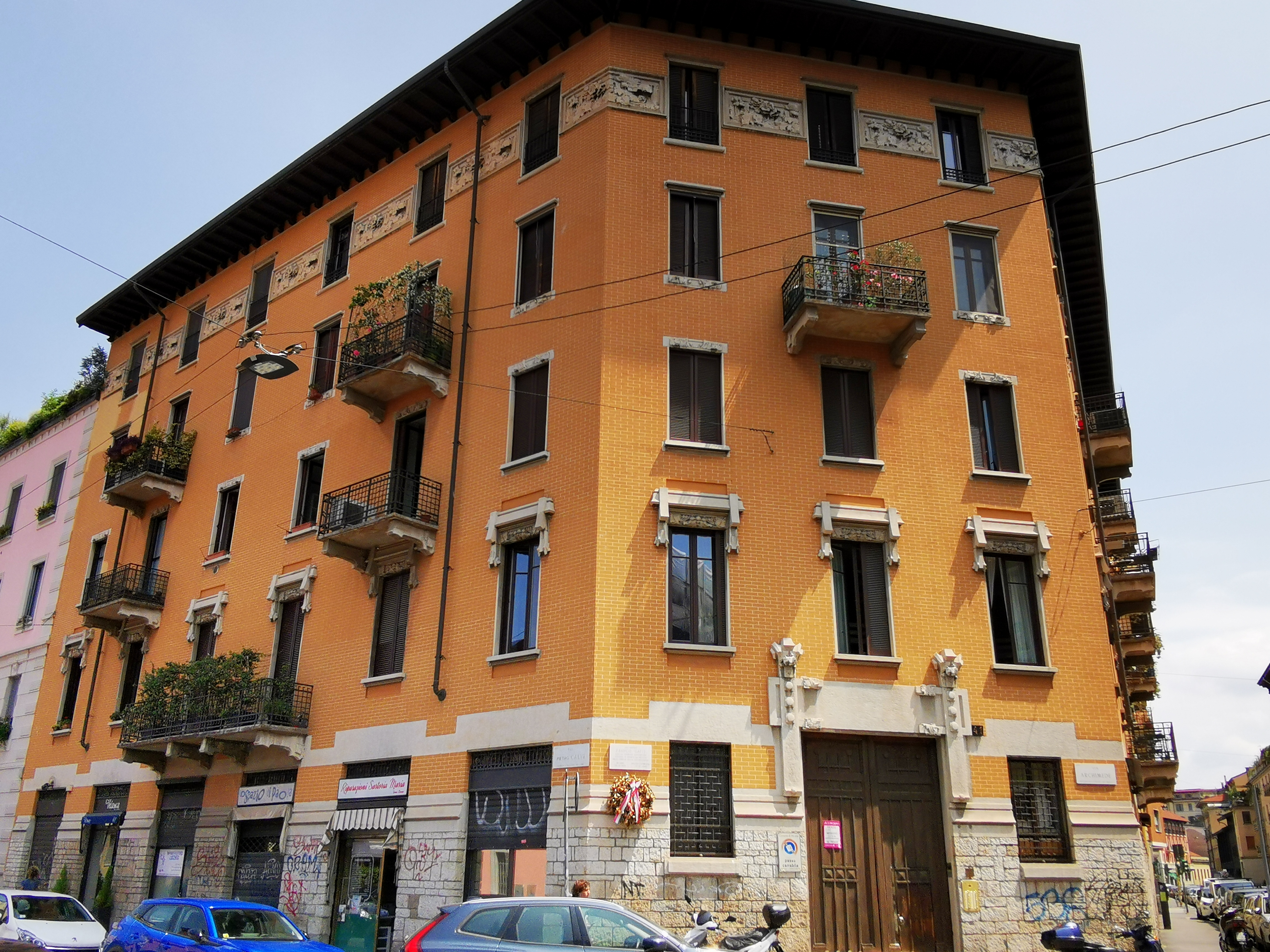
Casa Piccinelli à Milan

- la Casa Cambiaghi et
- la Casa Battaini via Pisacane.
- la Casa Piccinelli. (1909)